# Burchard Joan Elias

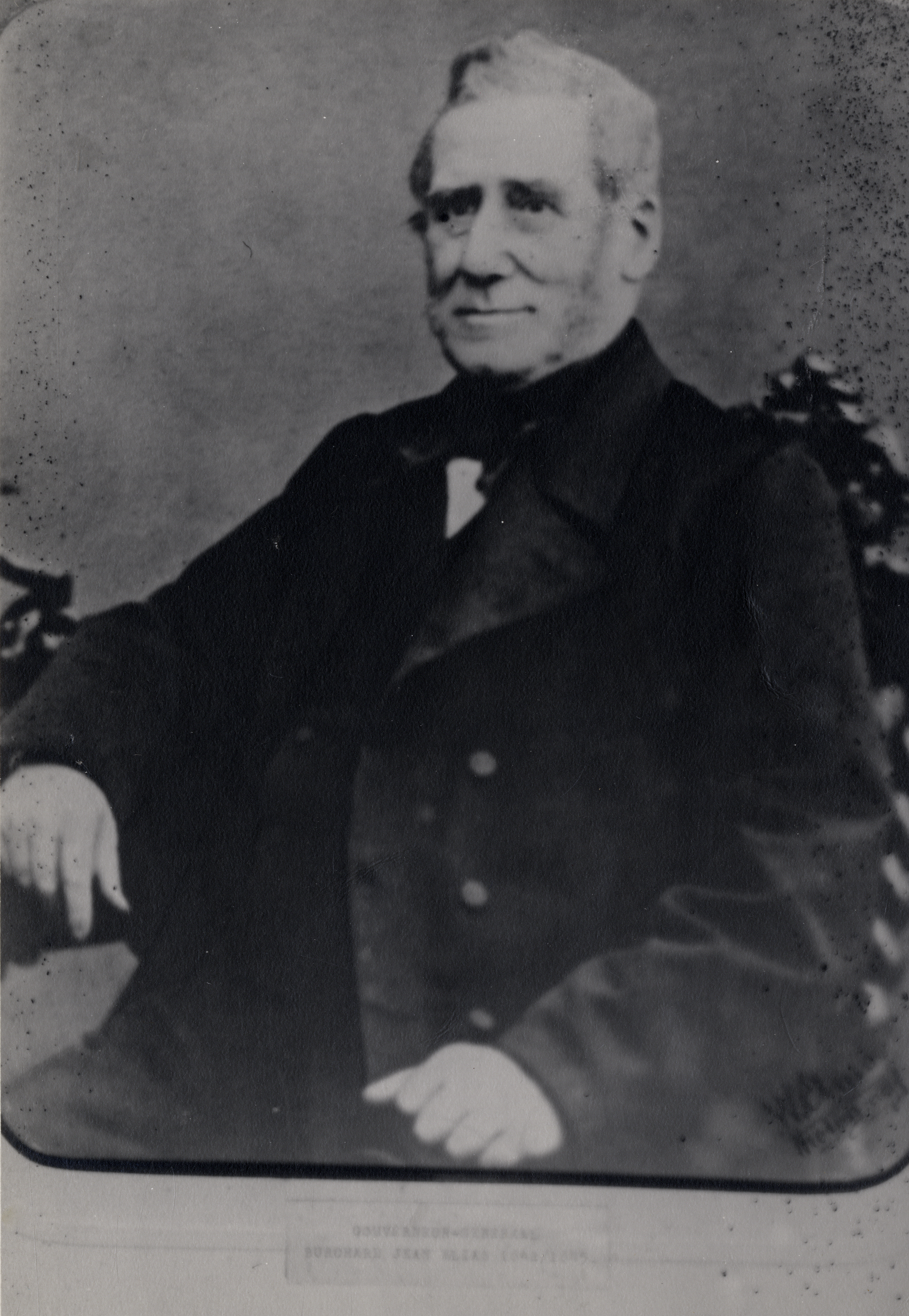
Burchard Joan Elias

Burchard Joan Elias (Amsterdam, 12 juli 1799 – Den Haag, 1 mei 1871) was een Nederlands koloniaal bewindsman. Hij was de laatste gouverneur-generaal der Nederlandse West-Indische Bezittingen, een kolonie die tussen 1828 en 1845 bestond en zowel Suriname als Curaçao en Onderhorigheden omvatte. Na zijn afzwaaien werden de kolonies opnieuw gesplitst. Voor zijn gouverneurschap was hij onder meer resident van Cheribon (1830-1838) en secretaris-generaal van het ministerie van Koloniën (1838-1842). Elias was aangesloten  bij de vrijmetselarij in Suriname.